# Kianz Froese
Kianz González-Froese (* 16. April 1996 in Havanna, Kuba) ist ein kanadisch-kubanischer Fußballspieler, der zuletzt beim SV Wehen Wiesbaden unter Vertrag stand.

## Karriere
Froese ist eines von zwei auf Kuba geborenen Kindern des Solarkocher-Entwicklers, Entwicklungshelfers, Geschäftsmanns und Buchautors Joe Froese aus Saskatoon in Saskatchewan und der Kubanerin Esperanza González aus Havanna. Er wuchs in der Nähe von Winnipeg, Manitoba, auf. Dort begann er in jungen Jahren mit dem Fußballspiel. Zeitweise lebte er bei seinen Großeltern und seiner Tante bzw. mit seiner Familie auf Kuba, wo sein Vater mit Unterstützung von Vilma Espín, der Vorsitzenden der Federación de Mujeres Cubanas, Solaröfen herstellte. Dieses Land repräsentierte Kianz Froese im Jahr 2011 bei der U17-Meisterschaft der CONCACAF. 2012 zog seine Familie wieder nach Brunkild, einem Ort in der Nähe von Winnipeg. Nachdem er kurzzeitig bei dem FC Edmonton trainiert hatte, trat er 2012 der Vancouver Whitecaps Residency bei. Seine Profidebüt gab er am 7. Mai 2014 bei einem Spiel der Vancouver Whitecaps gegen den Toronto FC in der Canadian Championship 2014. Im folgenden Jahr gewann er mit seiner Mannschaft, die in der Major League Soccer spielt, die Canadian Championship 2015.
2013 wurde er in die U17 Kanadas berufen, 2014 in die U20, 2015 in die A-Nationalmannschaft. Bei der U20-Meisterschaft der CONCACAF erzielte Froese ein Tor gegen die Nationalmannschaft El Salvadors. Für die A-Auswahl lief er erstmals am 14. Oktober 2015 in einem Spiel gegen Ghana auf. Im Februar 2016 kam er in einem Freundschaftsspiel gegen die Vereinigten Staaten zu seinem zweiten und letzten Länderspieleinsatz.
Im Januar 2017 wechselte Froese von den Whitecaps zu Fortuna Düsseldorf, in deren zweiter Mannschaft er in der Regionalliga West eingesetzt wurde. In 55 Spielen erzielte er dort 16 Treffer. Am 19. Dezember 2017 unterschrieb er bei Fortuna Düsseldorf einen bis zum 30. Juni 2019 datierten Profivertrag, spielte jedoch weiterhin nur in der Reserve.
Im Juli 2019 wechselte der Mittelfeldspieler zum Regionalligisten 1. FC Saarbrücken. Dort lief sein Vertrag 2021 aus. Im August 2021 wechselte er zum Drittliga-Aufsteiger TSV Havelse. Dort wurde er mit fünf Toren und sechs Torvorlagen in insgesamt 32 Einsätzen Topscorer der Mannschaft, stieg mit ihr jedoch am Saisonende in die Regionalliga ab. Daraufhin verließ er den Verein und schloss sich im Sommer 2022 dem Drittligisten SV Wehen Wiesbaden an. Nach dem Abstieg in die 3. Liga verließ er den SV Wehen Wiesbaden im Sommer 2024.